# Sentier européen E12
Pour les articles homonymes, voir E12.
Le sentier européen E12 servira un jour à développer les régions côtières (terme très large) sous le nom de « Sentier de la Méditerranée ». La création et la mise en œuvre d'un nouvel itinéraire européen en 2009 ont été lancées et décidées par les organisations de tourisme et de randonnée italiennes, françaises et espagnoles. C'était le dernier développé au sein du réseau européen de sentiers.